# GoBots
Gobots est une ligne de jouets robots similaires aux Transformers, produits par Bandai entre 1983 et 1986. Ils ont par la suite été adaptés à différents médias.

## Œuvres composant l'univers de fiction

### Séries télévisées
1984-85Le Défi des GoBots (Challenge of the Gobots, États-Unis)
Par les studios Hanna-Barbera Productions, le dessin animé qui initia le monde imaginaire.
1986La Revanche des GoBots (Machine Robo: Kronos no Daigyakushû, Japon)
Fausse suite reprenant les mêmes robots mais dans un monde imaginaire différent. Par les studios Ashi Productions.
1987-88Les Pirate GoBots (Machine Robo: Battle Hackers, Japon)
Fausse suite reprenant les mêmes robots mais dans un monde imaginaire différent

### Films
1986GoBots: Battle of the Rock Lords (États-Unis)
de Don Lusk et Ray Patterson. Suite de la série Le Défi des Gobots.

### Jouets
Article détaillé: Jouets GoBots

### Jeu vidéo
1986Challenge of the Gobots sur Commodore 64, Amstrad CPC et ZX Spectrum
Publié sous le label Reaktör Software d'Ariolasoft.

### Jeux de société
GoBots Game (1985)
De 2 à 4 joueurs pour une durée moyenne de 30 minutes Golden
L'objectif est d'être le premier à prendre le contrôle du Command Center Gobot.

### Jeux de cartes
GoBots GIANT Card Game (1985)
de 2 à  4 joueurs pour une durée moyenne de 10 minutes édité par Golden et Tonka.